# Balclutha tiaowena
Balclutha tiaowena är en insektsart som beskrevs av Kuoh 1981. Balclutha tiaowena ingår i släktet Balclutha och familjen dvärgstritar. Inga underarter finns listade i Catalogue of Life.